# Лёвина, Татьяна Владимировна
Татья́на Владимировна Лёвина (28 февраля 1977, Орёл) — российская легкоатлетка, трёхкратная чемпионка мира в помещении в эстафете 4×400 метров. Заслуженный мастер спорта России.

## Карьера
В 1999 году на молодёжном чемпионате Европы выиграла золотую медаль в эстафете 4×400 метров. В 2002 на чемпионате Европы на дистанции 400 метров не смогла выйти в финал, а в эстафете она вместе с Натальей Антюх, Екатериной Бахваловой и Натальей Назаровой участвовала в предварительном забеге. Они пробились в финал, но Татьяну Лёвину и Екатерину Бахвалову заменили на Анастасию Капачинскую и Олесю Зыкину. Девушки в итоге стали вторыми, уступив команде Германии и показав лучший личный результат в сезоне.
На чемпионате мира в помещении в 2004 году Лёвина с Олесей Форшевой, Ольгой Котляровой и Натальей Назаровой в финале установила мировой рекорд. В 2006 это достижение было побито, однако до сих пор[уточнить] остаётся рекордом чемпионатов мира в помещении.
На Олимпиаде в Афинах Лёвина также принимала участие, однако выбыла во втором раунде, не сумев выйти в полуфинал на 200 метрах.
В 2005 победила на чемпионате Европы в помещении, а в 2006 и 2008 годах выигрывала эстафету 4×400 метров на чемпионатах мира в помещении.

## Личная жизнь
Окончила Орловский государственный университет. Муж — Олег Лёвин, футболист и тренер. Сын Владислав также футболист.Дочь Левина Анна Олеговна волейболистка